# Carlo Cane
Carlo Cane (Gallarate, 15 dicembre 1615 – Milano, 1688) è stato un pittore italiano.

## Biografia
Nato a Gallarate, in provincia di Varese, Carlo Cane era figlio di Francesco e di sua moglie Margherita. Studiò e si formò alla bottega di Melchiore Gherardini, ove si specializzò nell'affresco, divenendo anche un eccellente copista di opere del Morazzone, in particolare delle opere presenti al Sacro Monte di Varallo. 
Nel 1652 realizzò gli affreschi dell'abside del Duomo di Monza oltre alla fascia inferiore con le Storie di San Giovanni Battista. Nel 1661 realizzò una serie di affreschi per la certosa di Pavia con le vicende della vita di Sant'Ambrogio, oltre ad affreschi rappresentanti Sant'Anselmo e Sant'Ugo.
Nella città natale, il Cane realizzò gli affreschi della chiesa di Santa Maria Assunta (oggi demolita), di cui ad oggi permangono anche due tele rappresentanti la Nascita della Vergine e lo Sposalizio della Vergine. Dipinse altre tele a Milano per la chiesa di San Calimero e due "Fatti della vita di San Nicolò da Bari" nella parete destra del coro della chiesa di Sant'Antonio abate. Realizzò un dipinto del celebre Castellazzo con scene di caccia per la famiglia Arconati.
Morì a Milano sul finire dell'anno 1688.